# ألكسندر بن هيرودس
ألكسندر بن هيرودس (35 ق.م - 7 ق م)، هو أمير يهودا من السلالة الهيرودية، هو ابن هيرودس الكبير من زوجته الثانية مريمان الأولى. أعدم هيرودس أمه سنة 29 ق م وهو ما زال طفلًا يبلغ ست سنوات.
عاش معظم حياته خارج يهودا، حيث أرسله والده في سن 12 مع شقيقه أرسطوبولس الرابع لتلقي التعليم في البلاط الإمبراطوري في روما عام 20 ق م في منزل أغسطس نفسه. وعندما عادا إلى القدس عام 12 ق م، استقبلهم الجمهور بحماس. عزل هيرودس المريض أرسطوبولس وألكسندر من ولاية العهد بتهمة الخيانة سنة 7 ق م، وأُعدِما.